# بوسكونيرو
بوسكونيرو تنطق بالإيطالية: [boskoˈneːron] هي كومونا ( بلدية) في مدينة تورينو الحضرية في منطقة بيدمونت الإيطالية ، تقع على بعد حوالي 25 كيلومترات (16ميل) شمال تورينو.
تحد بوسكونيرو البلديات التالية : ريفارولو كانافيزي، سان جيوستو كانافيزي،فيليتو،فوغليزو،سان بينينو كانافيز،ولومباردور.